# バークレー・レコード
バークレー・レコード (フランス語：Disques Barclay、英語：Barclay Records)は、フランスのレコード会社。バンドリーダーで、ナイトクラブのオーナーもしていたエディ・バークレーと彼の妻が1953年に設立した。

## 概要
バークレー・レコードの前身といえるレーベルとして、1945年2月にエディ・バークレーが創設したレーベル「Blue Star」がある。このレーベルは、ジャズに特化したラインナップが特徴で、ジャンゴ・ラインハルトやシドニー・ベシェのレコードを製作したり、当時誕生して間もないアメリカのアトランティック・レコードやマーキュリー・レコードの作品をフランスで発売した。この「ジャズ路線」とアトランティック・レコード及びマーキュリー・レコード作品のフランスにおける発売権は、Blue Starレーベルからバークレー・レコードに引き継がれることになる。
Blue Starレーベルは、1953年1月に社名を変更。「バークレー・レコード」としてのレーベル運営が始まる。
バークレー・レコードは、ジャズ作品を多く発売したレーベルで、ヴァーヴ・レコードやプレスティッジ・レコードなど、アメリカにあるジャズ専門レーベルの作品をフランス向けに発売していたほか、1955年に来仏したチェット・ベイカー、1959年に来仏したレスター・ヤングなど、パリへ来ていたアメリカ人ジャズ・ミュージシャンにレコーディングの機会を設けた。
フランス国内で活動する数多くのアーティストとも契約を結び、アンリ・サルヴァドールやダリダ、シャルル・アズナヴール、レオ・フェレ、ジュリエット・グレコやジャック・ブレル、レイモン・ルフェーブルといったフランスを代表するアーティストがバークレー社からレコードを発売した。
1978年に、レーベルのオーナーであるエディは、バークレー・レコードをポリグラム・レコードへ売却。バークレー・レコードは、ポリグラム・レコードのサブ・レーベルとなった。
1998年、ポリグラムがユニバーサル ミュージック グループへ統合される。これ以降、バークレー・レコードのカタログはユニバーサル ミュージック グループが発売権を持っている。

## 参照
- レコード会社一覧
- バークリー